# Craig Lowe
Stuart Craig Lowe (sinh ngày 18 tháng 7 năm 1957) là một chính trị gia người Mỹ và là cựu Thị trưởng của Gainesville, Florida. Sau khi giành chiến thắng trong cuộc bầu cử vào ngày 13 tháng 4 năm 2010, với tỷ lệ 42 phiếu (được tổ chức thông qua một cuộc kể lại tự động) Lowe trở thành thị trưởng của Gainesville. Ông đã tuyên thệ vào ngày 20 tháng 5 năm 2010, trở thành thị trưởng đồng tính công khai đầu tiên của thành phố. Ông đã mất quyền bầu cử lại vào ngày 16 tháng 4 năm 2013 cho cựu Ủy viên Thành phố Ed Braddy sau khi bị bắt vì một DUI trong chiến dịch.
Lowe lần đầu tiên được bầu vào Ủy ban thành phố Gainesville để lấp đầy ghế quận 4 mới được thành lập với nhiệm kỳ một năm vào tháng 4 năm 2003 và liên tiếp đến hai nhiệm kỳ (3 năm) cho đến khi được tuyên thệ nhậm chức thị trưởng.
Lowe cũng từng là Chủ tịch Ủy ban Cơ hội Bình đẳng của Ủy ban Thành phố Gainesville, thành viên của Ủy ban Tiện ích Khu vực, Phát triển Cộng đồng và Ủy ban Kế hoạch & Tầm nhìn Toàn quận cũng như Cơ quan Tái phát triển Cộng đồng địa phương, Tổ chức Quy hoạch Giao thông Đô thị Gainesville/Quận Alachua và Ban quản trị thư viện quận Alachua.
Lowe là một thành viên của Thị trưởng chống Liên minh súng bất hợp pháp, một tổ chức được thành lập vào năm 2006 và được đồng chủ trì bởi Thị trưởng thành phố New York Michael Bloomberg và Thị trưởng Boston Thomas Menino.

## Đời tư và giáo dục
Lowe sinh ra và lớn lên ở Atlanta, Georgia. Ông nhận bằng B.S.A. bằng Khoa học đất từ Đại học Georgia. Sau khi chuyển đến Gainesville vào năm 1982, ông đã nhận bằng thạc sĩ về động vật học từ Đại học Florida.